# 網路招募
線上招募，又被称为网络招聘，是指通过因特網執行发布、寻找和应聘招聘信息的工作。其定義依照Hausdorf and Duncan(2004)的說法，線上招募是以網際網路為管道提供職缺訊息與尋職平台的方法，而根據另一位Piturro學者的解釋，網路招募則是為一種能快速搜尋到符合資格之潛在應徵者的方法。